# Aartsbisdom Manizales
Het aartsbisdom Manizales (Latijn: Archidioecesis Manizalensis) is een rooms-katholiek aartsbisdom met als zetel Manizales, in Colombia. De aartsbisschop van Manizales is metropoliet van de kerkprovincie Manizales, waartoe ook de volgende suffragane bisdommen behoren:
- Armenia
- La Dorada-Guaduas
- Pereira

## Geschiedenis
Het aartsbisdom werd opgericht op 11 april 1900, als het bisdom Manizales, uit delen van het bisdom Medellín. Op 20 juni 1900 werd het suffragaan aan het aartsbisdom Popayán. Op 24 februari 1902 werd het suffragaan aan het nieuw verheven aartsbisdom Medellín. Op 10 mei 1954 werd het verheven tot metropolitaan aartsbisdom. 

## Parochies
Het aartsbisdom had in 2021 een oppervlakte van 3.848 km2 en telde 894.000 inwoners waarvan 95,7% rooms-katholiek was.

## Ordinarii

### Bisschoppen
- Gregorio Nacianceno Hoyos Yarza (16 december 1901 - 25 oktober 1921)
- Tiberio de Jesús Salazar y Herrera (6 juli 1922 - 7 juli 1932)
- Juan Manuel González Arbeláez (3 juli 1933 - 6 juni 1934)

### Aartsbisschoppen
- Luis Concha Córdoba (13 juli 1935 - 18 mei 1959)
  - Baltasar Álvarez Restrepo (hulpbisschop: 7 mei 1949 - 18 december 1952)
  - Alberto Uribe Urdaneta (hulpbisschop: 19 december 1953 - 18 maart 1957)
  - Augusto Trujillo Arango (hulpbisschop: 25 april 1957 - 31 maart 1960)
- Arturo Duque Villegas (7 juli 1959 - 22 mei 1975)
  - Samuel Silverio Buitrago Trujillo (hulpbisschop: 11 oktober 1968 - 18 december 1972)
- José de Jesús Pimiento Rodriguez (22 mei 1975 - 15 oktober 1996)
- Fabio Betancur Tirado (15 oktober 1996 - 7 oktober 2010)
- Gonzalo Restrepo Restrepo (7 oktober 2010 - 6 januari 2020; coadjutor sinds 16 juli 2009)
- José Miguel Gómez Rodríguez (25 april 2021 - heden)

## Galerij van afbeeldingen

Wapen van het aartsbisdom Manizales
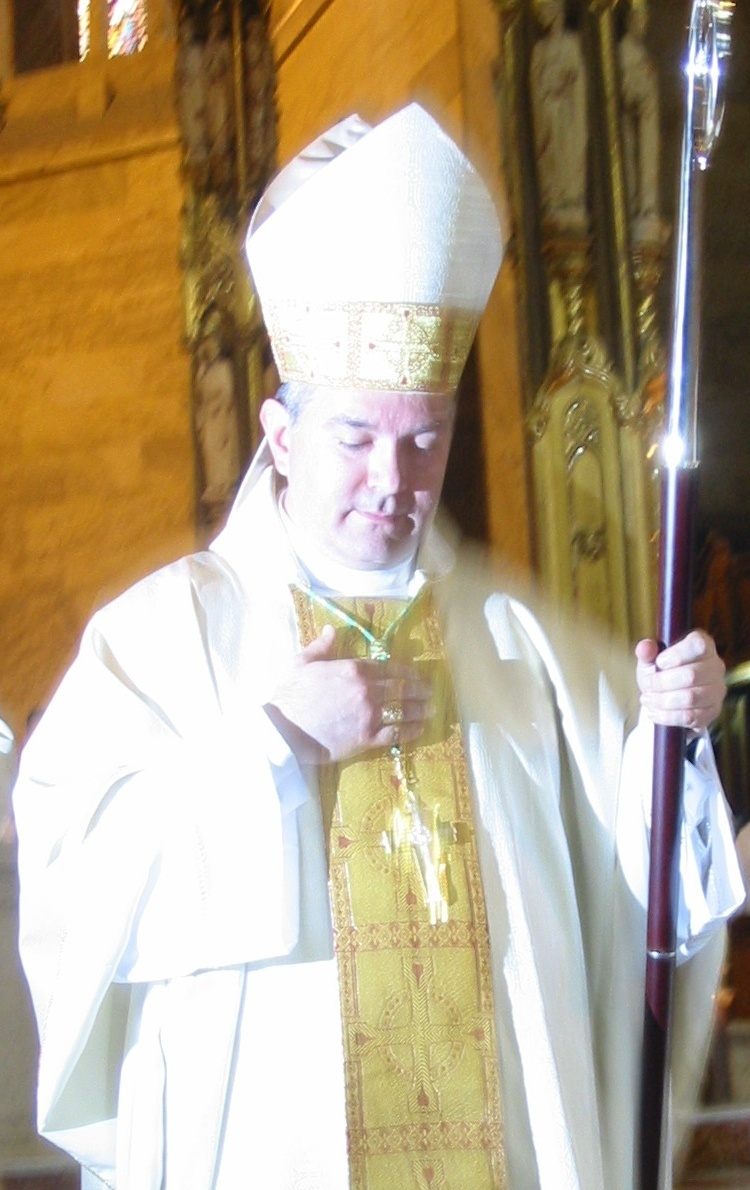
Aartsbisschop José Miguel Gómez Rodríguez in 2005

Manizales (aartsbisdom) · Armenia · La Dorada-Guaduas · Pereira